# Комарова-Сидоренко Маргарита Михайлівна
Маргар́ита Миха́йлівна Сид́оренко (з дому Комаро́ва; 9 (21) липня 1870, Острогозьк, Воронезької губернії — 12 квітня 1929, Одеса) — українська перекладачка. Донька діяча українського національного відродження Михайла Комарова. Близька подруга Лесі Українки.

## Життєпис
Маргарита Комарова закінчила гімназію в Одесі, одержала музичну освіту.
На початку 1880-х років у Києві родина Комарових заприятелювала з новоприбулою до міста родиною Косачів. Тоді ще підлітки і майже однолітки Маргарита і Лариса Косач дуже міцно здружилися.
У 1887 році Маргарита заснувала в Одесі літературне товариство «Молода громада», яке продовжило культурні традиції літературного гуртка української молоді «Плеяда» з Києва. За порадою Лесі Українки почала займатися перекладами.
Відомі переклади Маргарити Комарової українською мовою: оповідання «Сон Макара» Володимира Короленка (1889) та стаття «Дещо з життя Т. Г. Шевченка в Раїмі» Д. Клеменсова (1891). Переклади російською мовою: оповідання «Різдво під Південним Хрестом» Михайла Косача та низка оповідань інших українських письменників, які було розміщені в одеських журналах «По морю и суше» та «Южные записки».

## Родина
Батько — Михайло Комаров.
Сестри: Галина, поетеса та перекладачка, Любов — перекладачка, Віра — художник-графік, Леоніда. Брати: Богдан та Юрій. Чоловік — Сидоренко Михайло Дмитрович.